# Sitio histórico nacional Woodside
El sitio histórico nacional Woodside es la casa natal del ex primer ministro canadiense William Lyon Mackenzie King. La casa está situada en la ciudad de Kitchener, Ontario, antiguamente Berlín.
Construida en 1853, la casa ha sido restaurada para reflejar el período victoriano de 1890, cuando King vivió allí cuando era niño, desde 1886 hasta 1893. Presenta 11,5 acres (47 000 m²) y el lugar incluye un parque con árboles, jardines y césped. Se puede observar una presentación en video sobre la familia King y la casa Woodside. También se realizan varios programas representativos de la época victoriana y eventos especiales.

## Reconocimiento
La casa y los jardines fueron designados sitios históricos nacionales de Canadá en 1952.